# Chìa khóa trăm tỷ
Chìa khóa trăm tỷ (tên tiếng Anh: A Hundred Billion Key 2021) là một bộ phim hài hước, hành động của Việt Nam được làm lại từ bộ phim Key of Life của Nhật Bản. Bộ phim trước đó đã từng được làm lại ở nhiều quốc gia như Hàn Quốc và Trung Quốc. Tại Việt Nam, bộ phim đã được chuyển thể bởi đạo diễn Võ Thanh Hòa với sự góp mặt của nhiều diễn viên nổi tiếng trong làng điện ảnh Việt Nam như Kiều Minh Tuấn, Thu Trang, Anh Tú Atus, Jun Vũ...
Bộ phim đã được khởi chiếu vào ngày 1 tháng 2 năm 2022, đúng vào mùng 1 Tết Nguyên đán. Đến ngày 10 tháng 2, bộ phim mới được phát hành tại Hà Nội do ảnh hưởng từ COVID-19. Vào ngày 28 tháng 10, bộ phim cũng đã được khởi chiếu chọn lọc ở một số tiểu bang tại Hoa Kỳ.

## Sơ lược
Nội dung phim Chìa Khóa Trăm Tỷ xoay quanh cuộc tráo đổi thân phận đầy trớ trêu giữa tên sát thủ chuyên nghiệp Phan Thạch (Kiều Minh Tuấn thủ vai) và chàng diễn viên tay mơ nghèo khó Chí Dũng (Anh Tú Atus thủ vai). Tai nạn bất ngờ xảy ra tại nhà tắm công cộng đã khiến cuộc sống của cả hai hoàn toàn đảo ngược. Kể từ đó, Phan Thạch trở thành một kẻ mất trí nhớ và nhận được sự giúp đỡ của Mai Mai (Thu Trang thủ vai). Chí Dũng lại có cơ hội trải nghiệm cuộc sống của người giàu có và tiếp cận cô hàng xóm xinh đẹp Hồ Phương (Jun Vũ thủ vai).

## Diễn viên
| Vai diễn            | Diễn viên      |
| ------------------- | -------------- |
| Phan Thạch          | Kiều Minh Tuấn |
| Mai                 | Thu Trang      |
| Cao Chí Dũng        | Anh Tú Atus    |
| Hồ Phương           | Jun Vũ         |
| Mẹ Mai              | NSND Kim Xuân  |
| Thuý                | Puka           |
| Đức Ca              | La Tấn Thành   |
| Chủ tịch            | Huy Khánh      |
| Nhân viên bệnh viện | Misthy         |

## Sản xuất

### Âm nhạc
| Tên ca khúc               | Sáng tác     | Biểu diễn       | Phân loại   |
| ------------------------- | ------------ | --------------- | ----------- |
| Tìm được nhau khó thế nào | Bùi Công Nam | Anh Tú          | Nhạc chủ đề |
| 60 năm cuộc đời           | Y Vân        | Hakoota Dũng Hà | Nhạc nền    |

### Chuyển thể
Chìa khóa trăm tỷ là một bộ phim làm lại từ Key of Life (Tạm dịch: Chìa khóa đổi đời) do Nhật Bản sản xuất. Trước đó, dự án đã được làm lại bởi Hàn Quốc với tên gọi Luck key và ra rạp tại Việt Nam với tên gọi Xin lỗi anh chỉ là sát thủ và thành công. Sau đó, vào dịp Tết 2021 của Trung Quốc, quốc gia này cũng đã tung bản làm lại khác với tên gọi Endgame nhưng thất bại nặng nề.

## Phát hành
Sau thời gian phòng vé im lặng vì đại dịch COVID-19 thì dịp Tết Nguyên đán 2022 đã trở thành cơ hội tiềm năng để các bộ phim Việt Nam thu về lợi nhuận trong đó có Chìa khóa trăm tỷ. Bộ phim đã được phát hành cùng thời điểm với Encanto: Vùng đất thần kỳ, 1990, Mưu kế thượng lưu, Nhà không bán và Trạng Tí phiêu lưu ký. Chìa khóa trăm tỷ cũng là bộ phim hài duy nhất dịp Tết 2022.
Tuy nhiên, bộ phim được ra mắt trong bối cảnh nhiều rạp chiếu phim tại Việt Nam vẫn còn đang đóng cửa vì COVID-19. Đến hơn một tuần sau khi phim công chiếu, các cụm rạp ở Hà Nội mới được phép mở cửa. Trước đó, dự án cũng đã phải hai lần hoãn chiếu vì vấn đề giãn cách xã hội do COVID-19 tại Việt Nam là ngày 30 tháng 4 và 30 tháng 7 năm 2021.

## Đón nhận

### Doanh thu phòng vé
Sau 10 ngày công chiếu, bộ phim Chìa khóa trăm tỷ đã thu về 68 tỷ đồng. Bộ phim giữ vững top 1 doanh thu phòng vé trong dịp đầu năm 2022 và là phim hài Việt Nam duy nhất trụ rạp trong tháng 2 cùng năm. Bộ phim đã tiếp tục dẫn đầu doanh thu phòng vé cho đến khi Bẫy ngọt ngào được ra mắt khi cán mốc 75 tỷ đồng. Tuy nhiên, trên trang thống kê phim độc lập Box Office Việt Nam đến khi rút khỏi rạp bộ phim chỉ thu về 65 tỷ đồng.

### Đánh giá
ZingNews đã ca ngợi bộ phim có yếu tố hài hước và giải trí cao trong dịp Tết Nguyên đán 2022. Phần hình ảnh và thiết kế bối cảnh của bộ phim cũng chỉn chu tuy nhiên, diễn xuất của các nhân vật chỉ ở mức tròn vai và hơi kịch. Ngoài việc ca ngợi tuyến nhân vật với Kiều Minh Tuấn và Thu Trang là điểm cộng thì VnExpress đã gọi kịch bản phim thiếu logic là điểm trừ lớn nhất. Những tình thiết bất ngờ của bộ phim cũng đã được thể hiện một cách gượng ép, mâu thuẫn.
Asian Movie Pulse đã nhận định bộ phim chỉn chu, đánh đấm đẹp mắt mà không bị dàn trải. Không chỉ vậy, còn phát triển được câu chuyện văn hóa, bối cảnh địa phương của một bộ phim remake. Trong điểm tin phòng vé Trung Quốc và các nước trong khu vực dịp Tết, trang Sohu của nước này cũng đã nhắc đến Chìa khóa trăm tỷ của Việt Nam.